# اوا-کارین وستین
اوا-کارین وستین (زاده ۲۴ ژوئن ۱۹۷۲) یک ورزشکار دوگانه سوئدی بود. او در المپیک زمستانی ۱۹۹۴ و المپیک زمستانی ۱۹۹۸ شرکت کرد.